# 小菅ヶ谷殿館
小菅ヶ谷殿館（こすがやどのやかた）は、神奈川県横浜市栄区小菅ケ谷にあったと伝承される日本の城（中世城館）。鎌倉幕府第3代執権北条泰時の娘「小菅ヶ谷殿」の住まいであったとされる。

## 概要
JR根岸線本郷台駅南側の駅前にかつて存在した「城山」と呼ばれる標高20メートル程の小丘に所在したという。現在の本郷台駅前は、マンション群が立ち並ぶ比高差のないフラットな地形であるが、根岸線開設以前の迅速測図等の地形図では、㹨川の谷底平野内に独立した低丘陵が、現在の駅前付近に確認できる。しかし、旧日本軍による第1海軍燃料廠建設などで、古くから地形改変を受けてしまったという。
開発以前には庭園とされるものや石積状の遺構が残っていたとされ、また『新編相模国風土記稿』によると、江戸時代当時までは、周辺に「武家の居館」「御三の前」「高塀」「青楼ヶ橋」など、居館を想起させる地名が残っていたという。居住者とされる「小菅ヶ谷殿」は北条泰時の娘と伝えられ、同じ栄区内にある證菩提寺の新阿弥陀堂を1235年（嘉禎元年）に創建したと伝えられるなど地域に所縁ある人物である。
現在この城館の痕跡は、㹨川にかかる「城山橋」の名に残るだけとなっている。